# Motivation (canción de Sum 41)
Motivation es el tercer sencillo del álbum All Killer No Filler de la banda Sum 41 lanzada el 12 de marzo de 2002. En su video musical, se muestra a la banda tocando en una habitación desordenada.

## Lista de canciones

### Sencillo
| N.º | Título                               | Duración |  |
| 1.  | «Motivation»                         | 2:50     |  |
| 2.  | «Machine Gun» (en directo)           | 2:29     |  |
| 3.  | «Crazy Amanda Bunkface» (en directo) | 2:15     |  |
| 4.  | «Pain For Pleasure» (en directo)     | 1:42     |  |

- Datos: Q1134755